# Férid Boughedir
Férid Boughedir, född 1944, är en tunisisk filmregissör och manusförfattare. Han är även en betydande filmkritiker och filmhistoriker. 
Hans första spelfilm, Halfaouine – bakom slöjan (1990), är en av de mest kända tunisiska filmerna genom tiderna. 

## Filmer
- 1969: La Mort trouble
- 1972: Pique-nique (kortfilm som även ingår i filmen Au pays du Tararanni)
- 1983: Caméra d'Afrique (dokumentärfilm)
- 1985: Caméra de Carthage (kort dokumentärfilm)
- 1987: Caméra arabe (dokumentärfilm)
- 1990: Halfaouine – bakom slöjan (spelfilm)
- 1996: Un été à La Goulette (spelfilm)
- 2008: Villa Jasmin (TV-film efter Serge Moatis roman Villa Jasmin)
- 2016: Parfum de printemps[1]